# Helge Wahlblom
Helge Georg Wahlblom, född 23 april 1900 i Lilla Mellösa socken, Södermanland, död 30 juli 1955 i Oslo, var en svensk byggnadsritare, reklamkonstnär och målare.
Han var son till lantbrukaren August Hjalmar Wahlblom och Ottilia Lindberg och från 1942 gift med läraren Louise Bødtker. Wahlblom utbildade sig först till byggnadsritare vid Tekniska skolan i Stockholm 1923–1925. Men han hyste tidigt konstnärliga ambitioner och tecknade samtidigt med sina studier kroki vid Konstakademiens kvällskurser. Han fortsatte sina konststudier vid Berggrens och Otte Skölds målarskor i Stockholm. Han flyttade till Halmstad 1934 och arbetade något år som byggnadsritare innan han återvände till Stockholm där han fick arbete som tidningstecknare och reklamman. Under en ledighet 1940 reste han till Lofoten för att måla och under vistelsen anföll Tyskland Norge. Han anmälde sig som frivillig och deltog i striderna i norra Norge där han blev skadad. Efter återkomsten till Sverige gifte han sig 1942 och var från samma år konstnär på heltid. Han debuterade med en separatutställning i Värnamo 1945 där han visade västkustmotiv, utställningen följdes upp med en  separatutställning i Ålesund i Norge 1946 samt ett flertal separatutställningar i Halmstad. Han medverkade i samlingsutställningar arrangerade av Hallands konstförening 1947–1952. Hans konst består av stadsbilder och landskapsskildringar utförda i olja eller akvarell. 